# Jerzy Grzechnik
Jerzy Feliks Grzechnik (ur. 3 października 1979 w Warszawie) – polski aktor i piosenkarz. Od 2007 wokalista teatru muzycznego Studio Buffo w Warszawie, występuje także w teatrze ekologicznym Bohema House.

## Życiorys
W 1998 ukończył naukę w VI Liceum Ogólnokształcącym im. Tadeusza Reytana w Warszawie. Ukończył studia II stopnia na kierunku International Business Program na Wydziale Zarządzania Uniwersytetu Warszawskiego. Uczył się w Niepublicznej Szkole Wokalnej im. J. Wasowskiego przy Ośrodku Kultury Ochoty w Warszawie, z ramienia której wyjechał na stypendium wokalne do Aero Folkehojskole w Danii.
Zadebiutował występem w programie muzycznym Janusza Józefowicza Przebojowa noc w TVP1. Śpiewał w chórze gospelowym Sound’n’Grace. Brał udział w licznych konkursach i przeglądach piosenki, m.in.: O.B.O.R.A. 2005, Pamiętajmy o Osieckiej 2006 i 2007 i MUFKA 2007. W 2007 został artystą teatru muzycznego Studio Buff w Warszawie, w 2013 premierę miała płyta pt. Hity Buffo Vol. 2 – Jerzy Grzechnik zawierająca nagrania piosenek wykonywanych przez Grzechnika w spektaklach teatru. 
W 2008 zwyciężył w koncercie Debiutów 45. KFPP w Opolu, zdobywając nagrodę im. Anny Jantar za wykonanie piosenki „Nie ma jak u mamy” Wojciecha Młynarskiego. W latach 2009–2015 był wokalistą teleturnieju Jaka to melodia? w TVP1. W 2014 uczestniczył w piątej edycji programu TVP2 The Voice of Poland. Wiosną 2016 zajął trzecie miejsce w finale piątej edycji programu rozrywkowego Polsat Twoja twarz brzmi znajomo, wcześniej zwyciężając w trzech odcinkach formatu. W 2017 wydał debiutancki album studyjny pt. Przeze mnie, o mnie i wystąpił w spektaklu Radiowej Trójki Widma w Mieście Breslau (reż. Mariusz Malec), do którego skomponował ścieżkę dźwiękową. Zagrał w dwóch produkcjach filmowo-teatralno-muzycznych: Niezłomny (2017) o życiu Henryka Zagórskiego, żołnierza zakatowanego w czasach PRL-u w więzieniu na Rakowieckiej, i Wolność we Krwi (2018) o członkach typowej polskiej rodziny w ciągu 100 lat niepodległości Polski. Na przełomie 2018 i 2019 zagrał epizodyczną rolę w kilku odcinkach serialu Na dobre i na złe. W kwietniu 2020 wydał singiel „KOCIOŁ, czyli Schizy Stalkera na Kwarantannie”.
Jest aktorem i wokalistą dubbingowym. Zaśpiewał piosenkę z czołówki serialu animowanego Billy Kot oraz nagrał utwory m.in. do seriali The Garfield Show i Sąsiedztwo Daniela Tygrysa.

## Życie prywatne
Ma córkę, Katarzynę (ur. 26 maja 2016).

## Współpraca z teatrem Studio Buffo
- musical Metro jako Jan
- koncert Ukochany Kraj...
- seria koncertów Wieczory w Buffo
- koncert Tyle Miłości
- koncert Hity Buffo
- Romeo i Julia
- koncert Karuzela Marzeń
- Polita
- Piotruś Pan

## Współpraca z teatrem Bohema House
- Calineczka. Magia tkwi w naturze[8] jako Kret
- Plastikowy Cyrk Doktora Dolittle[9] jako Doktor Dolittle
- Dziewczynka z zapałkami. Świat smogu[10] jako Narrator
- Piraci z Plastiklandu. Sekrety głębin[11] jako Kapitan